# Druga Crnogorska Liga 2025/26
Die Druga Crnogorska Liga 2025/26 soll die 20. Spielzeit der zweithöchsten montenegrinischen Fußballliga. Sie beginnt am 16. August 2025 und endet im Mai 2026.
Nicht mehr dabei ist der Aufsteiger der letzten Saison OFK Mladost Donja Gorica. Er wurde ersetzt durch den Absteiger aus der Prva Liga FK Otrant-Olympic. Aus der Treća Liga stiegen der FK Berane und FK Internacional Podgorica auf.

## Modus
Die zehn Mannschaften treten jeweils viermal gegeneinander an, zweimal zu Hause und zweimal auswärts. Der Tabellenerste steigt direkt in die Prva Crnogorska Liga auf, während der Zweite und Dritte über die Relegation aufsteigen können. Die letzten zwei Teams steigen in die Treća Crnogorska Liga ab.

## Vereine
| Verein                     | Stadt              | Stadion                 | Kapazität |
| -------------------------- | ------------------ | ----------------------- | --------- |
| FK Berane                  | Berane             | Gradski Stadion         | 11.000    |
| FK Rudar Pljevlja          | Pljevlja           | Stadion Gradski         | 11.0000   |
| FK Podgorica               | Podgorica          | DG Arena                | 4.300     |
| FK Grbalj Radanovići       | Radanovići (Kotor) | Stadion Radanovićima    | 1.500     |
| FK Igalo 1929              | Igalo              | Stadion Solila          | 1.600     |
| FK Internacional Podgorica | Podgorica          | Stadion Zlatica         | 3.000     |
| FK KOM Podgorica           | Podgorica          | Stadion Zlatica         | 3.000     |
| FK Iskra Danilovgrad       | Danilovgrad        | Braća Velašević Stadion | 2.500     |
| FK Lovćen Cetinje          | Cetinje            | Stadion Obilića Poljana | 2.000     |
| FK Otrant-Olympic          | Ulcinj             | Stadion Akademija       | 0500      |

## Tabelle
| Pl. | Verein                         | Sp. | S | U | N | Tore    | Diff. | Punkte |
| --- | ------------------------------ | --- | - | - | - | ------- | ----- | ------ |
| 1.  | FK Otrant-Olympic (A)          | 0   | 0 | 0 | 0 | 000:000 | ±0    | 0      |
| 2.  | FK Rudar Pljevlja              | 0   | 0 | 0 | 0 | 000:000 | ±0    | 0      |
| 3.  | FK Lovćen Cetinje              | 0   | 0 | 0 | 0 | 000:000 | ±0    | 0      |
| 4.  | FK Igalo 1929                  | 0   | 0 | 0 | 0 | 000:000 | ±0    | 0      |
| 5.  | FK Iskra Danilovgrad           | 0   | 0 | 0 | 0 | 000:000 | ±0    | 0      |
| 6.  | FK Grbalj Radanovići           | 0   | 0 | 0 | 0 | 000:000 | ±0    | 0      |
| 7.  | FK Podgorica                   | 0   | 0 | 0 | 0 | 000:000 | ±0    | 0      |
| 8.  | FK KOM Podgorica               | 0   | 0 | 0 | 0 | 000:000 | ±0    | 0      |
| 9.  | FK Berane (N)                  | 0   | 0 | 0 | 0 | 000:000 | ±0    | 0      |
| 10. | FK Internacional Podgorica (N) | 0   | 0 | 0 | 0 | 000:000 | ±0    | 0      |

Platzierungskriterien: 1. Punkte – 2. Direkter Vergleich (Punkte, Tordifferenz, geschossene Tore) – 3. Tordifferenz – 4. geschossene Tore

| (A) | Absteiger aus der Prva Crnogorska Liga 2024/25   |
| (N) | Aufsteiger aus der Treća Crnogorska Liga 2024/25 |

## Relegation
Der Zweitplatzierte spielt gegen den Neunten der Prva Liga, der Drittplatzierte gegen den Achten der Prva Liga. Die Spiele finden am 29. Mai und 3. Juni 2026 statt.
|  | Gesamt |  | Hinspiel | Rückspiel |
|  | ------ |  | -------- | --------- |
|  | :      |  | :        | :         |
|  | :      |  | :        | :         |